# Jiříkov, Bruntál
Jiříkov là một làng thuộc huyện Bruntál, vùng Moravskoslezský, Cộng hòa Séc.